# Pseudomma
Pseudomma is een geslacht van de Mysidae of aasgarnalen.

## Soorten
- Pseudomma affine G.O. Sars, 1870
- Pseudomma antarcticum Zimmer, 1914
- Pseudomma armatum Hansen, 1913
- Pseudomma australe (G.O. Sars, 1884)
- Pseudomma belgicae Holt & Tattersall, 1906
- Pseudomma bellingshausensis San Vicente, 2011
- Pseudomma berkeleyi W. Tattersall, 1933
- Pseudomma bispinicaudum Murano, 1974
- Pseudomma brevicaudum Shen & Liu, 1989
- Pseudomma brevisquamosum Murano, 1974
- Pseudomma californica Bacescu & Gleye, 1979
- Pseudomma calmani O. Tattersall, 1955
- Pseudomma chattoni Bacescu, 1941
- Pseudomma crassidentatum Murano, 1974
- Pseudomma frigidum Hansen, 1908
- Pseudomma heardi Stuck, 1981
- Pseudomma intermedium Murano, 1974
- Pseudomma islandicum Meland & Brattegard, 2007
- Pseudomma izuensis Murano, 1966
- Pseudomma japonicum Murano, 1970
- Pseudomma jasi Meland & Brattegard, 1995
- Pseudomma kruppi W. Tattersall, 1909
- Pseudomma kryotroglodytum Wittmann & Chevaldonné, 2021
- Pseudomma lamellicaudum Murano, 1974
- Pseudomma latiphthalmum Murano, 1974
- Pseudomma longicaudum O. Tattersall, 1955
- Pseudomma longisquamosum Murano, 1974
- Pseudomma maasakii Meland & Brattegard, 2007
- Pseudomma magellanensis O. Tattersall, 1955
- Pseudomma marumoi Murano, 1974
- Pseudomma matsuei Murano, 1966
- Pseudomma melandi San Vicente, 2011
- Pseudomma minutum O. Tattersall, 1955
- Pseudomma multispina Birstein & Tchindonova, 1958
- Pseudomma nanum Holt & Tattersall, 1906
- Pseudomma okiyamai Murano, 1974
- Pseudomma omoi Holmquist, 1957
- Pseudomma roseum G.O. Sars, 1870
- Pseudomma sarsi G.O. Sars, 1883
- Pseudomma schollaertensis O. Tattersall, 1955
- Pseudomma semispinosum Wang, 1998
- Pseudomma spinosum Wang, 1998
- Pseudomma surugae Murano, 1974
- Pseudomma tanseii Murano, 1974
- Pseudomma truncatum S.I. Smith, 1879

### Synoniemen
- Pseudomma abbreviatum M. Sars, 1869 => Amblyops abbreviatus (G.O. Sars, 1869)
- Pseudomma calloplura Holt & Tattersall, 1905 => Parapseudomma calloplura (Holt & Tattersall, 1905)
- Pseudomma chatoni Bacescu, 1941 => Pseudomma chattoni Bacescu, 1941
- Pseudomma kempi Holt & Tattersall, 1905 => Amblyops kempi (Holt & Tattersall, 1905)
- Pseudomma oculospinum W. Tattersall, 1951 => Scolamblyops oculospinum (W. Tattersall, 1951)
- Pseudomma parvum Vanhöffen, 1897 => Michthyops parva (Vanhöffen, 1897) => Michthyops parvus (Vanhöffen, 1897)
- Pseudomma sarsii Willemoes-Suhm => Pseudomma sarsi G.O. Sars, 1883
- Pseudomma theeli Ohlin, 1901 => Michthyops theeli (Ohlin, 1901)
- Pseudomma théeli Ohlin, 1901 => Michthyops theeli (Ohlin, 1901)